# 매드몬스터
매드몬스터(Mad Monster)는 매드엔터테인먼트 2017년 7월 7일 데뷔한 아이돌 스타 보이 밴드이다.

## 구성원
- 탄 (Tan, 본명: 권순길, 1999년 11월 1일) - 리더
- 제이호 (J.HO, 본명: 이재호, 2000년 4월 29일)